# Utøya
Pour le massacre de 2011, voir Attentats d'Oslo et d'Utøya. Pour le livre de Laurent Obertone, voir Utøya (livre).
Utøya ([ˈʉːtœʏɑ]) est une petite île lacustre de Norvège située sur le Tyrifjord, un des principaux lacs du pays, dans la municipalité de Hole du comté de Buskerud à une trentaine de kilomètres au nord-ouest d'Oslo. Utøya est la propriété de la Ligue des jeunes travaillistes, une organisation de jeunesse affiliée au Parti travailliste norvégien.

## Toponymie
Son nom qui signifie « île extérieure », vient du fait qu'elle est la plus éloignée des îles du lac par rapport au rivage nord de celui-ci et notamment au village de Sundvollen situé à 5 km au nord-est.

## Géographie
L'île a une superficie de 0,12 km2. Elle est située à environ 650 mètres de la rive orientale du lac. Elle fait partie d'un groupe de trois îles constitué également par Storøya (la « Grande île ») et Geitøya (l'« île de la chèvre »).

## Histoire
Avec les îles de Storøya et Geitøya, Utøya servait autrefois pour l'élevage de chèvres (le nom donné à Geitøya vient de cette activité) des habitants de Sundvollen.
L'île fut donnée à la ligue travailliste (affiliée au Parti travailliste norvégien) en août 1950 par l'Oslo og Omegn faglige samorganisasjonen (Confédération syndicale d'Oslo), une coopérative pour des organisations professionnelles. Elle est utilisée par la Ligue des jeunes travaillistes pour l'organisation de camps d'été et est également ouverte à la location pour l'organisation de camps ou d'évènements.
Le 22 juillet 2011, une fusillade dans le cadre des attentats terroristes de 2011 en Norvège est perpétrée par un homme se faisant passer pour un policier, lors d'une université d'été de la Ligue des jeunes travaillistes, causant la mort de 77 personnes et ce deux heures environ après un attentat à la bombe à Oslo. Anders Behring Breivik, un Norvégien de 32 ans, est arrêté sur l'île. Il a été jugé responsable de ses actes et condamné à la peine indéterminée, soit 21 ans de prison prolongeable, peine maximale en Norvège, le 24 août 2012.